# Zdeněk Svěrák

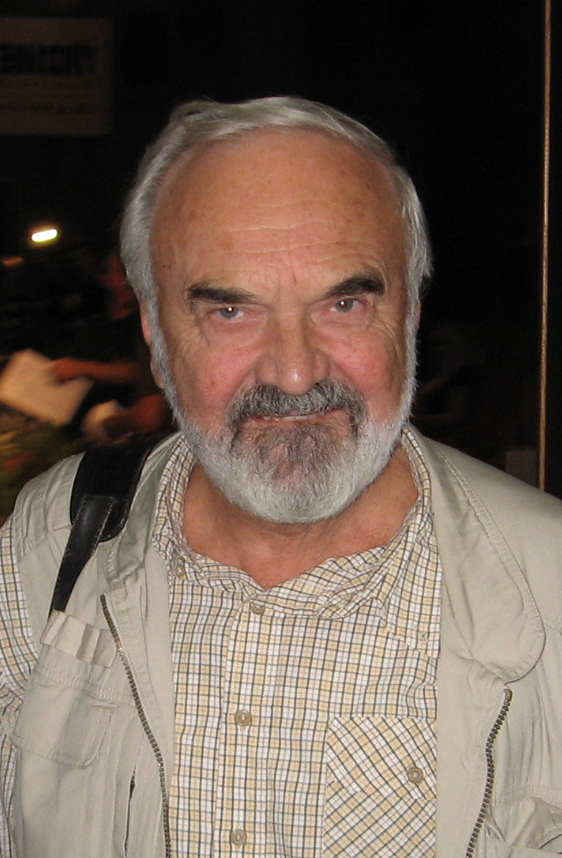
Zdeněk Svěrák (2009)

Zdeněk Svěrák (* 28. März 1936 in Prag) ist ein tschechischer Schauspieler, Dramatiker und Drehbuchautor.

## Leben
Svěrák wuchs in Prag und ab 1942 in Kopidlno auf. Nach seinem Studium an der Pädagogischen Fakultät der Karlsuniversität Prag war er zunächst als Lehrer für Tschechische Sprache und Literatur tätig. Von 1961 bis 1969 arbeitete er beim tschechoslowakischen Rundfunk (er war unter anderem an der Sendung Nealkoholicka vinárna U Pavouka – „Die alkoholfreie Weinstube Zur Spinne“ beteiligt), später als Drehbuchautor in den Prager Barrandov-Filmstudios. Außerdem ist er Mitbegründer des Theaters Divadlo Járy Cimrmana in Prag.
Die fiktive Figur des Jára Cimrman hat er gemeinsam mit Ladislav Smoljak erfunden. Sein bekanntester und erfolgreichster Film ist Kolya, für den er sowohl das Drehbuch schrieb als auch die Hauptrolle übernahm. Regie führte sein Sohn Jan Svěrák. Der Film gewann in sechs Kategorien den tschechischen Filmpreis Český lev sowie einen Oscar als Bester fremdsprachiger Film.
Er ist außerdem Autor von Kinderliedern und -büchern, z. B. Jaké je to asi v čudu? („Wie ist es eigentlich im Eimer?“).

## Filmografie
Drehbuch
- 1973: 30 Jungfrauen und Pythagoras (30 panen a Pythagoras)
- 1974: Horoskop aus dem Computer (Jáchyme, hoď ho do stroje)
- 1974: Wer den goldenen Boden sucht (Kdo hledá zlaté dno)
- 1975: Häuschen im Grünen gesucht (Na samotě u lesa) – auch Darsteller
- 1976: Unsere Geister sollen leben! (Ať žijí duchové)
- 1978: Aktion Kugelblitz (Kulový blesk)
- 1980: Lauf, Ober, lauf! (Vrchní, prchni! ) – auch Darsteller
- 1984: Verschenktes Glück (Tři veteráni) – auch Darsteller
- 1984: Liebling, Lump und Lockenmörder (Rozpuštěný a vypuštěný)
- 1985: Heimat, süße Heimat (Vesničko má středisková) – auch Darsteller
- 1991: Die Volksschule (Obecná škola) – auch Darsteller
- 1994: Die denkwürdigen Abenteuer des Soldaten Iwan Tschonkin (The Life and extraordinary Adventures of Private Ivan Chonkin)
- 1996: Kolya – (Kolja) – auch Darsteller
- 1997: Lotrando und die schöne Zubejda (Lotrando a Zubejda)
- 2001: Dark Blue World (Tmavomodrý svět)
- 2007: Leergut (Vratné lahve) – auch Darsteller
- 2017: Barfuß (Po strništi bos) – auch Darsteller

Darsteller
- 1979: Brontosaurus (Brontosaurus)
- 1980: Kalamitäten (Kalamita)
- 1981: Wie die Hasen (Jako zajíci)
- 1985: Wie Gift (Jako jed)
- 1993: Accumulator 1 (Akumulátor 1)
- 1996: Kolya (Kolja)
- 2001: České nebe
- 2010: Kooky (Kuky se vrací) – Stimme von Hergot